# Elasticomyces elasticus
Elasticomyces elasticus är en svampart som beskrevs av Zucconi & Selbmann 2008. Elasticomyces elasticus ingår i släktet Elasticomyces, ordningen Capnodiales, klassen Dothideomycetes, divisionen sporsäcksvampar och riket svampar.   Inga underarter finns listade i Catalogue of Life.